# 摩寧西路
摩寧西路是加拿大安大略省多倫多的一條郊區主幹道，完全位於士嘉堡境內。從俯瞰安大略湖的士嘉堡懸崖向北偏西北延伸至靠近紅河谷的麥尼高路（McNicoll Avenue）東端盡頭。從士刁士路到巴士摩路（Passmore Avenue）的一小段延伸已經完成，但與南段與麥尼高路的連接尚未完成。

## 路線概述
摩寧西路始於安大略湖邊的僑活徑，沿著原士嘉堡鎮10號地塊線向東北延伸至京士頓道上西山社區的商業中心。西山因其位於高地溪寬闊山谷上方而得名。該山谷是多倫多最大的公園之一摩寧西公園的所在地。夾艾斯美道路口的山谷內有百年理工學院摩寧西校區及多倫多大學士嘉堡校區，摩寧西路為西界。越過山谷便是道路曾經的北端盡頭，現在的路線以該地區一個早期家庭的名字命名為「Littles Road」。雪柏路與芬治路之間的摩寧西路是馬文社區的東部邊界。該路線轉向雪柏路以北偏西北方向，繞過摩寧西溪及紅河公園的峽谷。
街道北側的社區及萬錦市內的社區都受到紅河公園地形及法定邊界的限制。有人建議將摩寧西路向北部延長，穿過溪邊（Brookside）及摩寧西嶺社區，與Box Grove遠郊社區連接。由於擔心擴建需要在紅河公園的敏感區域進行施工，此類計劃未能實施。

## 地標
- 西山書院（英语：West Hill Collegiate Institute）
- 摩寧西公園
- 百年理工學院摩寧西校區
- 多倫多大學士嘉堡校區

## 外部連結
- Morningside Avenue at Google Maps
- Transportation Improvements in the Markham Bypass Corridor South of Highway 407 (York Region)